# Шлезвізький собор

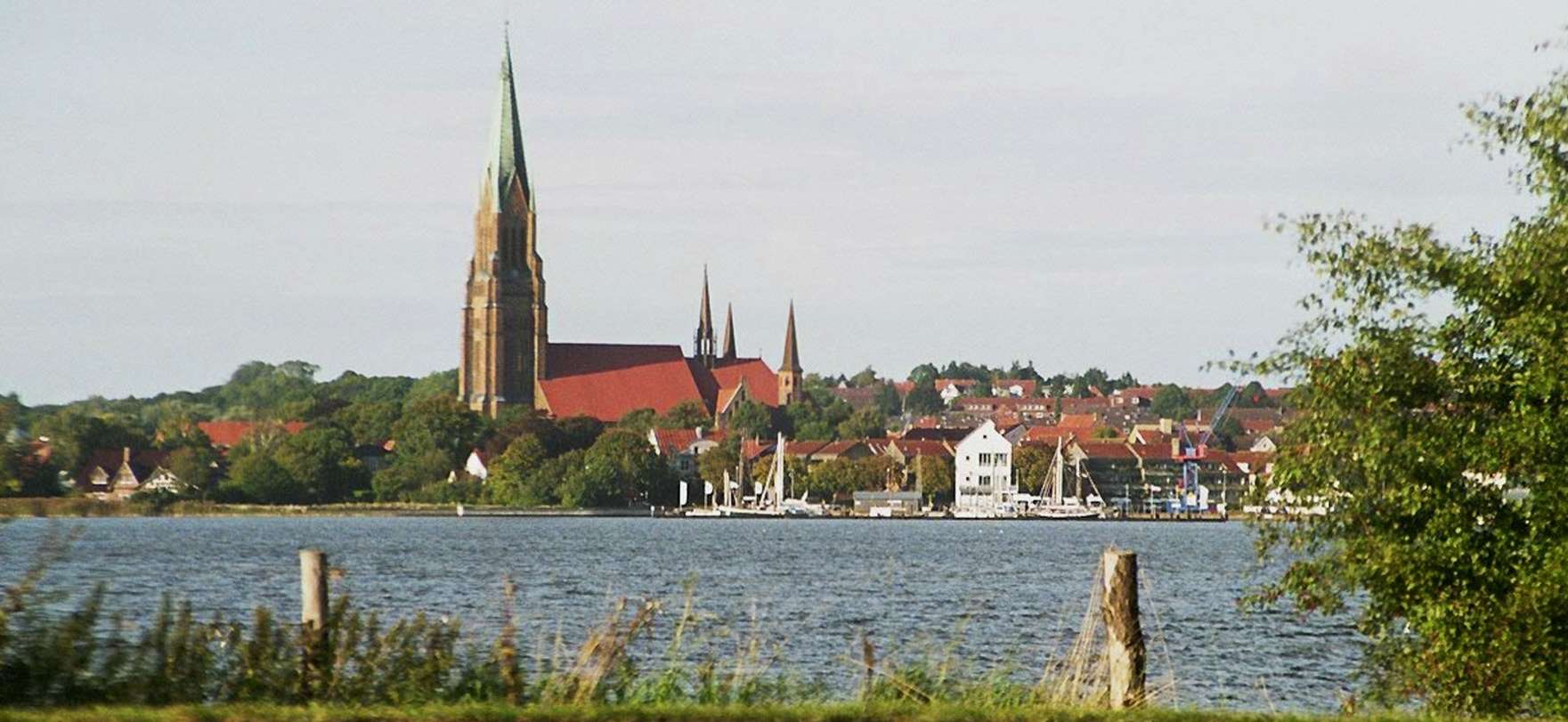
Вид на Шлезвізький собор зі Шлея

Шлезвізький кафедральний собор (нім. Schleswiger Dom), (дан. Slesvig Domkirke), офіційна назва Кафедральний собор святого Петра у Шлезвігу (нім. St. Petri-Dom zu Schleswig) — головний храм міста Шлезвіг. Нині є кафедрою лютеранського єпископа та вважається однією з найважливіших пам'яток Шлезвіг-Гольштейну.

## Історія

### Попередники
850 року було засновано місіонерську церкву у Гайтабу (Хедебю). З 947 до 949 року імператор Оттон I заснував 3 дієцезії на Кімврійському півострові: Рібе, Шлезвіг та Орхус. Після заснування діє цезії Шлезвіга там було збудовано і перший собор. Нині ані розміри, ані місцезнаходження тієї церкви невідомі.

### Будівництво
1134 року почалось зведення нової базиліки в романському стилі. Роботи було завершено лише близько 1200, оскільки було споруджено додаткову наву, яка збереглась дотепер. Для будівництва використовувались граніт, туф із Рейна та цегла.
1134 року обезголовлене тіло данського короля Нільса було покладено у соборі святого Петра, після того як його витягнули з рибальських нетрів. Ченці, які були присутні при цьому, почули дивні звуки — вони вважали, що дух мертвого короля блукає у стінах собору. Зрештою тіло монарха перевезли до замку Готторп. Легенда каже, що дух короля Нільса і тепер переслідує собор і він, як і раніше, полює у лісах навколо Шлезвіга. У стінах собору похований данський король Фредерік I.
Після руйнування двох веж та деяких частин базиліки 1275 року було збудовано Верхній готичний хорал, завершений близько 1300 року.
Пізньоготичну церковну залу було збудовано у період з 1200 до 1408 року, а остаточно завершено — у XVI столітті. 1894 собор набув свого сучасного вигляду. 1888 року, коли Шлезвіг став столицею провінції, за вказівкою короля Вільгельма II було розпочато будівництво західної неоготичної вежі. Спорудження було завершено 1894 року, вежа була 112 метрів заввишки. На 65-метровій висоті є оглядова платформа, з якої відкривається дивовижний вид на Шлезвіг, Шлей і село Гольм.

## Поховання
У соборі поховані:
- Вальдемар IV (герцог Шлезвіга) (?-1314)
- Ерік II (герцог Шлезвіга) (1290—1325)
- Фредерік I
- Конрад фон Ревентлов
- Густав Тролле

## Галерея

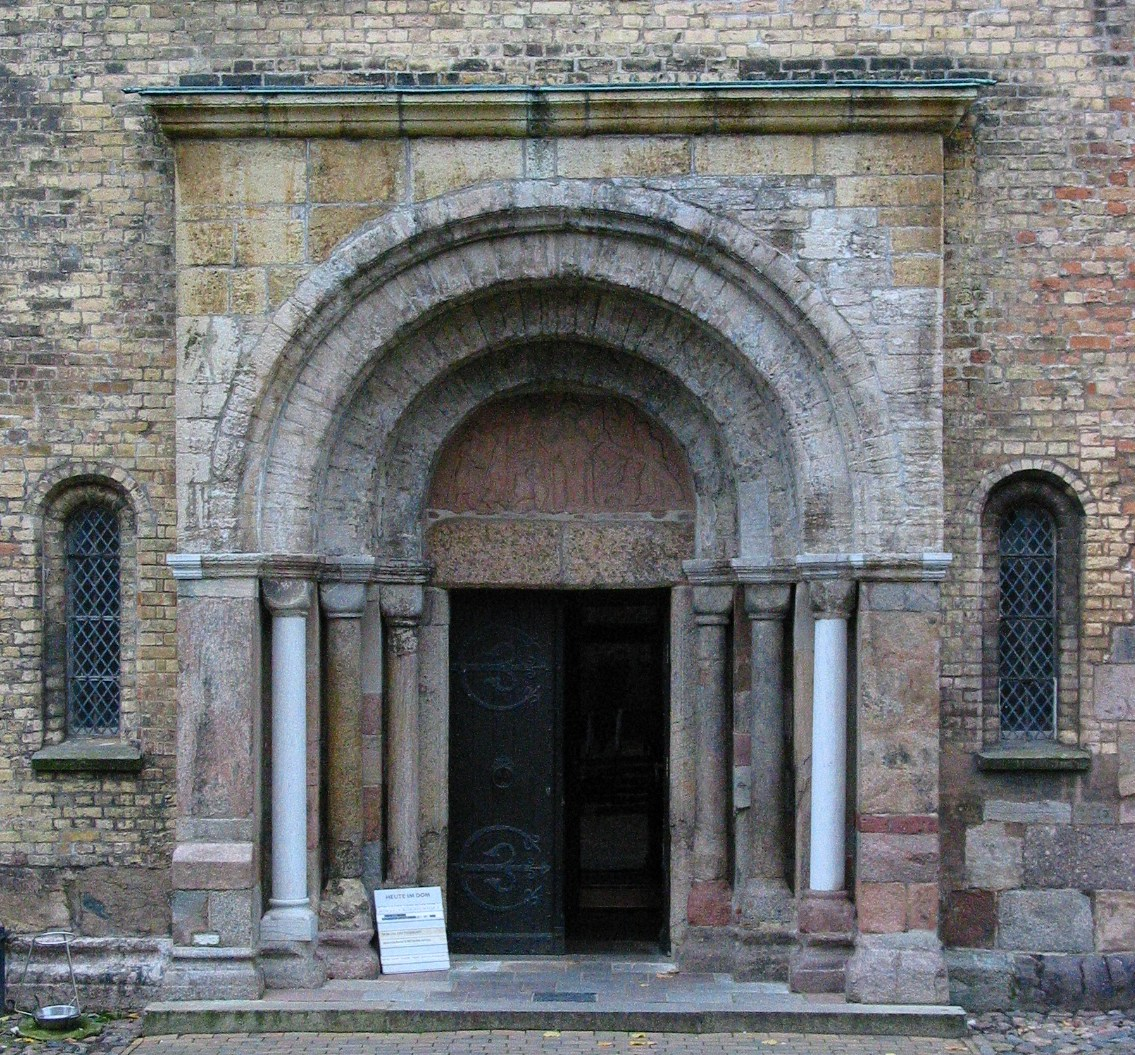
Брама Петра (бл. 1180)
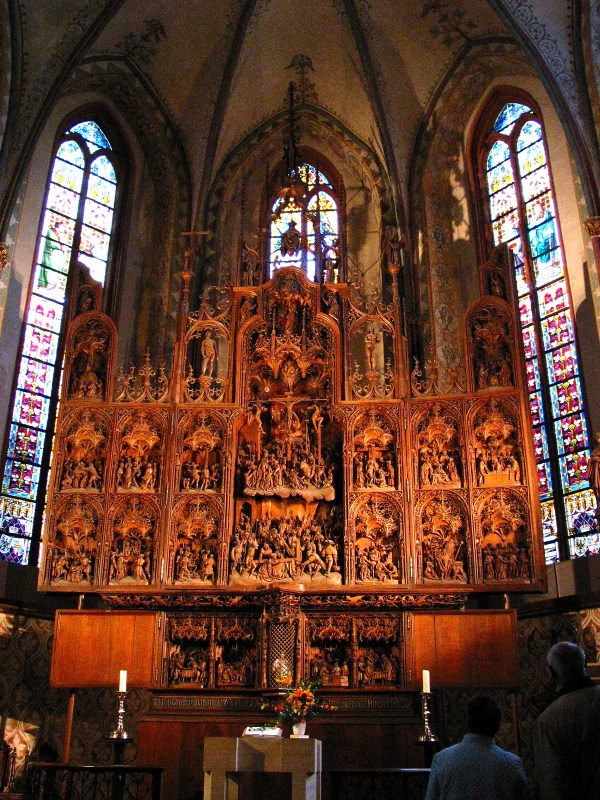
Вівтар, збудований Гансом Брюггеманном (1514 – 1521)
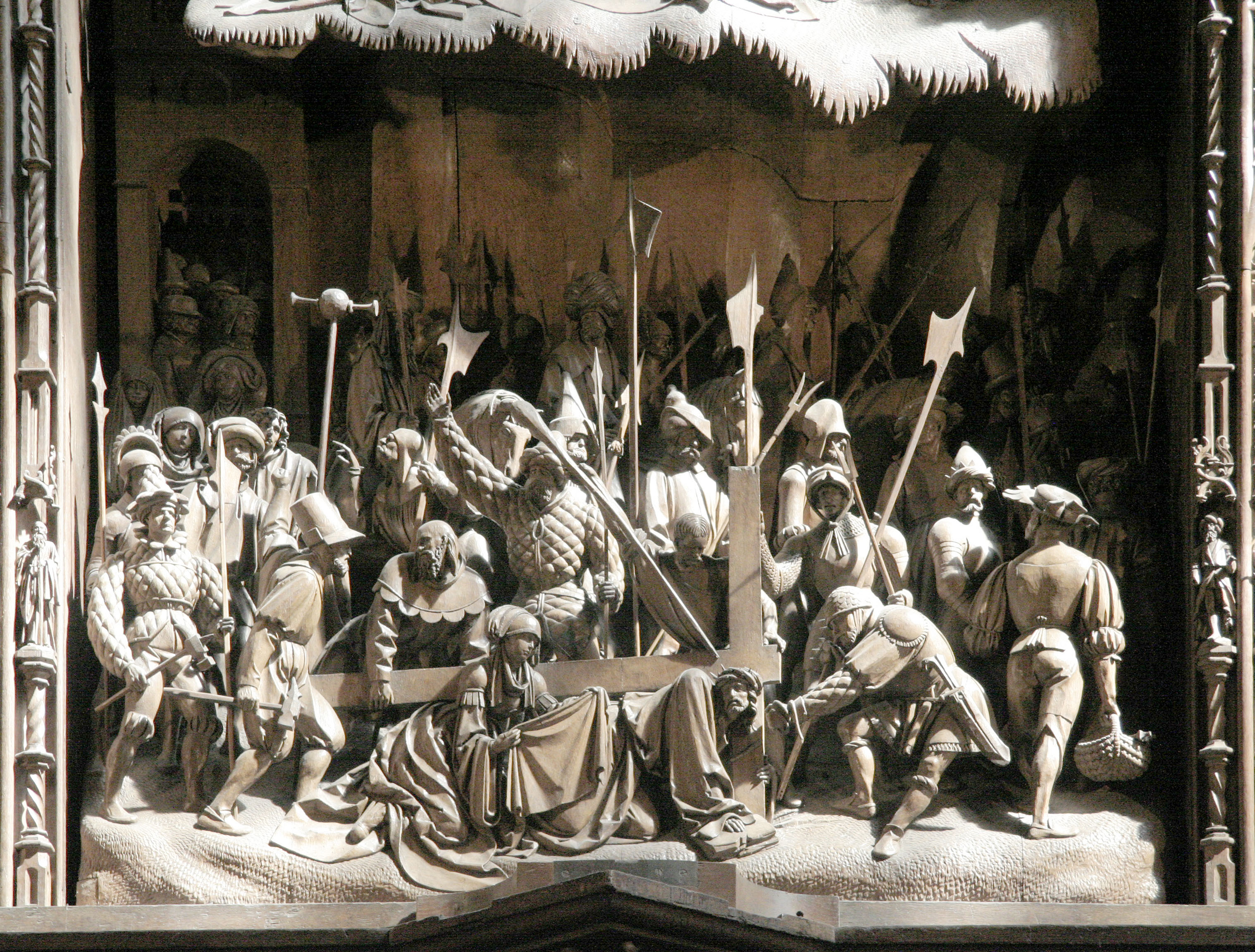
Елемент вівтаря
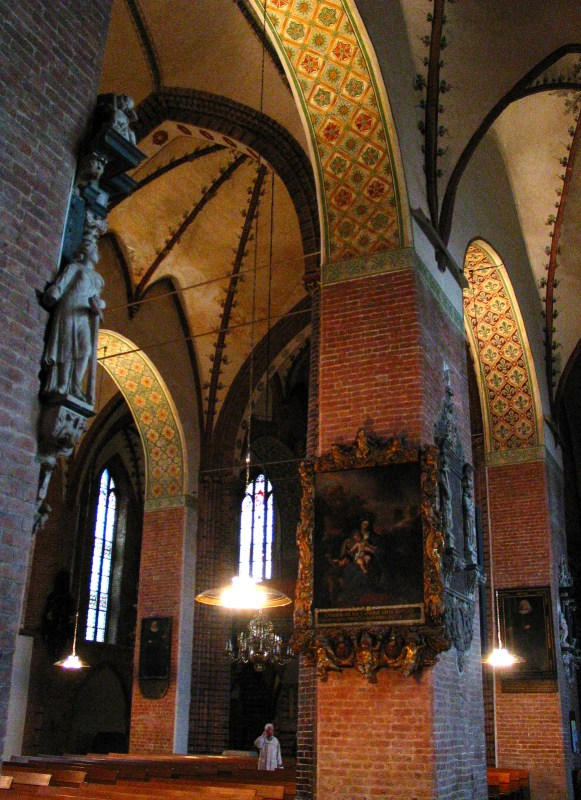
Внутрішнє оздоблення собору